# Tornados de janeiro de 2017 nos Estados Unidos
Uma onda de tornados atingiu várias partes do sudeste e sul dos Estados Unidos, entre 21 e 23 de janeiro de 2017, provocando grande destruição e perda de vidas. É o mais mortífero desde o tornado de 2014, a maioria das mortes ocorreram enquanto ainda estava escuro, durante as primeiras horas da manhã. Pelo menos 37 tornados atingiram o Texas, Louisiana, Mississippi, Alabama, Geórgia, Flórida e Carolina do Sul, alguns dos quais foram fortes e causaram várias mortes. Vinte pessoas foram mortas pelos tornados, tornando-se o segundo surto de tornado mais letal nos Estados Unidos no mês de janeiro desde 1950.